# Marek Růžička
Marek Růžička (10. duben 1995, Hodonín) je bývalý český hokejista a mládežnický reprezentant. Hrál na postu útočníka. V české extralize odehrál 126 utkání, většinu za HC Oceláři Třinec.

## Hráčská kariéra
Narodil se v Hodoníně, kde se naučil bruslit a začínal hrát hokej. Je odchovancem hodonínského SHK, v patnácti letech přestoupil do dorostu Ocelářů Třinec. Po třech letech strávených v dorosteneckých a juniorských kategoriích nastoupil poprvé za A-tým v přípravném utkání před sezónou 2013/2014. V té odehrál kromě juniorské extraligy za Třinec v Extralize 33 utkání, pět zápasů přidal za prvoligový HC Olomouc. I následující ročník hrál za juniorku a v extralize, dvakrát nastoupil na hostování v prvoligovém Havířově. Během těchto dvou sezon nastoupil na třech mládežnických reprezentačních akcích, včetně mistrovství světa 2015 v Kanadě, kde český výběr skončil šestý. V květnu 2015 byl draftován do KHL klubem Avangard Omsk v pátém kole na 126. místě.
V následující sezóně 2015/2016 dostával ve srovnání s předchozími ročníky méně prostoru v extralize, za druholigový HC Frýdek-Místek, který nově navázal s Třincem spolupráci, odehrál stejný počet zápasů, jako za Oceláře (22). V lednu 2016 navíc dostal třízápasový trest za zásah do oblasti hlavy a krku po zákroku na libereckého Lukáše Dernera.
Byl považován za naději třineckého hokeje, jeho kariéru ale přibrzdila zranění a několik operací, v ročníku 2016/2017 odehrál pouze 27 utkání základní části, z toho 5 za Oceláře. Následovala hektická sezóna 2017/2018, ve které, stále jako hráč Třince, nastupoval pouze za Frýdek-Místek v první lize (6 zápasů) a na hostováních ve slovenské Dukle Trenčín (6 zápasů), a extraligovém Litvínovu (18 zápasů, včetně play-out a baráže). Před sezónou 2018/2019 se vrátil na hostování do druholigového Hodonína, kde měl restartovat kariéru. Jeho prvním plnohodnotným angažmá mimo Třinec byl v sezóně 2019/2020, zkrácené pandemií covidu-19, klub Remparts de Tours ve druhé nejvyšší francouzské lize. V Tours byl nejproduktivnějším hráčem – v 19 utkáních základní části nasbíral 26 bodů. V květnu 2020 přestoupil v rámci ligy do klubu Corsaires de Dunkerque, z jeho působení ale před sezónou sešlo a rok nikde nehrál. V září 2021 zahájil sezónu opět v Hodoníně, od října ale dva měsíce nehrál kvůli zraněnému koleni. Hodonín skončil v základní části na posledním místě skupiny Východ a byť s Růžičkovým přispěním vyhrál skupinu o udržení, klub prodal licenci a zanikl.

## Kluby podle sezón
- 2013/2014 – HC Oceláři Třinec (Extraliga), HC Olomouc (1. liga)
- 2014/2015 – HC Oceláři Třinec (Extraliga), HC AZ Havířov 2010 (1. liga)
- 2015/2016 – HC Oceláři Třinec (Extraliga), HC Frýdek-Místek (2. liga, sk. Východ)
- 2016/2017 – HC Frýdek-Místek (1. liga)
- 2017/2018 – HC Frýdek-Místek, HK Dukla Trenčín (Slovenská extraliga, hostování), HC Verva Litvínov (hostování)
- 2018/2019 – SHK iClinic Hodonín (2. liga, sk. Východ)
- 2019/2020 – Remparts de Tours (Divize 1)
- 2020/2021 – nehrál
- 2021/2022 – SHK Drtiči Hodonín (2. liga, sk. Východ)

## Reprezentace
| Rok                       | Tým                       | Soutěž                    | Z | G | A | B | TM |
| ------------------------- | ------------------------- | ------------------------- | - | - | - | - | -- |
| 2015                      | Česko 20                  | MSJ                       | 5 | 1 | 0 | 1 | 0  |
| Juniorská kariéra celkově | Juniorská kariéra celkově | Juniorská kariéra celkově | 5 | 1 | 0 | 1 | 0  |